# Nascondino coll'assassino
Nascondino coll'assassino è il primo album del cantautore italiano MusicaPerBambini, pubblicato nel 1998 per l'etichetta indipendente La Mia Cantina Prod.

## Tracce
Testi, musiche e arrangiamenti di Manuel Bongiorni.
1. Tana per l'assassino
2. Il bosco di biscotti
3. Morte di una bambola di carta
4. Il lanciatore di coltelli
5. La pianta di chiodi
6. Morte di un cavallo a dondolo
7. Betoniera
8. Canto popolare dei sacchi di cemento
9. Morte di un orsetto di pelouche